# موسيقى ون بيس
أنشئ أكثر من 100 قرص مضغوط موسيقي للامتياز الإعلامي الذي بني حول مانغا ون بيس لإييتشيرو أودا. تم إصدار العديد من أغاني الشارة وأغاني شخصيات على إجمالي 51 أغنية فردية، تم إصدار العديد منها أيضًا في شكل مجمّع على 8 ألبومات مجمعة أو 17 قرصًا مضغوطًا للموسيقى التصويرية، إلى جانب موسيقى خلفية من المسلسل التلفزيوني الأنمي، والأفلام، وألعاب الفيديو.
كوهي تاناكا وشيرو هاماغوتشي هما الملحنان الرئيسيان لمقاطع الموسيقى التصويرية لأنمي ون بيس بما في ذلك الأوفا والعروض التلفزيونية الخاصة والأفلام باستثناء ون بيس: غولد الذي ألفه يوكي هاياشي وهناك العديد من الفنانين الآخرين الذين عملوا مع كوهي تاناكا وشيرو هاماغوتشي لإنتاج الموسيقى التصويرية.
في 11 أغسطس 2019، أُعلن أن فرقة ساكورمن الموسيقية ستتعاون مع كوهي تاناكا لتأليف موسيقى أرك وانو.